# خوسيه نيتو
خوسيه نيتو هو ملحن وعازف قيثارة برازيلي، ولد في 1954 في ساو باولو في البرازيل.

## وصلات خارجية
- خوسيه نيتو على موقع ميوزك برينز (الإنجليزية)